# Сесіл Каннінгем
Сесіл Каннінгем (англ. Cecil Cunningham; нар. 2 серпня 1888, Сент-Луїс, Міссурі, США — пом. 17 квітня 1959, Лос-Анджелес, Каліфорнія, США) — американська акторка.

## Життєпис
У юності працювала операторкою в банку, після чого якийсь час брала участь у фотосесіях як модель. У 1913 році Каннінгем дебютувала на Бродвеї, де наступні роки часто грала в мюзиклах, водевілях та ревю. 1929 року акторка вперше з'явилася в Голлівуді в мелодрамі «Їх власне бажання». Каннінгем продовжувала свою кінокар'єру до кінця 1940-х, з'явившись за цей час у фільмах «Зльоти та падіння» (1937), «Цей чудовий світ» (1939), «Кітті Фойл» (1940), «Поза підозрою» (1943), «У старій Оклахомі» (1943) та багатьох інших. З 1915 по 1917 рік вона була одружена зі сценаристом Жаном Гавезом, з яким розлучилася.
Сесіл Каннінгем померла від атеросклерозу у 1959 році у віці 70 років.

## Вибрана фільмографія
| Рік  |   | Українська назва                | Оригінальна назва      | Роль                          |
| ---- | - | ------------------------------- | ---------------------- | ----------------------------- |
| 1929 | ф | Їх власне бажання               | Their Own Desire       | тітка Керолін                 |
| 1931 | ф | Безглузда робота                | Monkey Business        | мадам Свемпскі                |
| 1931 | ф | Мата Харі                       | Mata Hari              | гравчиня, яка продає кільце   |
| 1936 | ф | Містер Дідс переїжджає до міста | Mr. Deeds Goes to Town | не вказано в титрах           |
| 1936 | ф | Приходь та візьми               | Come and Get It        | Джозі                         |
| 1937 | ф | Жахлива правда                  | The Awful Truth        | тітка Петсі                   |
| 1938 | ф | Школа свінгу                    | College Swing          | Дін Сліт                      |
| 1938 | ф | Марія-Антуанетта                | Marie Antoinette       | мадам «Фельді» де Лерхенфельд |
| 1939 | ф | Цей чудовий світ                | It's a Wonderful World | мадам Дж. Л. Чемберс          |
| 1939 | ф | Зимовий карнавал                | Winter Carnival        | міс Ейнслі                    |
| 1940 | ф | Ліліан Рассел                   | Lillian Russell        | місіс Гоббс                   |
| 1940 | ф | Молодий місяць                  | New Moon               | дружина губернатора           |
| 1940 | ф | Кітті Фойл                      | Kitty Foyle            | бабуся                        |
| 1940 | ф | Квіти в пилу                    | Blossoms in the Dust   | місіс Ґілворт                 |
| 1943 | ф | Поза підозрою                   | Above Suspicion        | графиня                       |